# 大卫·莫里亚蒂
大卫·莫里亚蒂（英語：David H. Moriarty，1911年8月19日—1989年9月16日），美国音频工程师。他曾因电影国际机场提名奥斯卡最佳音响效果奖。

## 部分影视作品
- 国际机场 (1970)[1]